# Stolînski Smolearî, Liuboml
Stolînski Smolearî (în ucraineană Столинські Смоляри) este localitatea de reședință a comunei Stolînski Smolearî din raionul Liuboml, regiunea Volînia, Ucraina.

## Demografie
Componența lingvistică a localității Stolînski Smolearî
     Ucraineană (99,39%)
     Alte limbi (0,6%)
Conform recensământului din 2001, majoritatea populației localității Stolînski Smolearî era vorbitoare de ucraineană (99,39%), existând în minoritate și vorbitori de alte limbi.